# جون ريغان
جون ريغان (بالإنجليزية: John Regan)‏ هو لاعب كرة قدم بريطاني في مركز الهجوم، ولد في 18 يونيو 1944 في ورسستر في المملكة المتحدة. لعب مع برمنغهام سيتي وشروزبري تاون ونادي برينتفورد ونادي دونكاستر روفرز ونادي كرو ألكساندرا.